# Monte Gorakh
Gorakh (en sindhi: گورک‎), (en urdu: گورکھ‎)  es una estación de montaña de Sind, Pakistán. Está situada a una altitud de 1,734 m en las Montañas de Kirthar, 94 kilómetros al noroeste de la ciudad de Dadu.

## Turismo

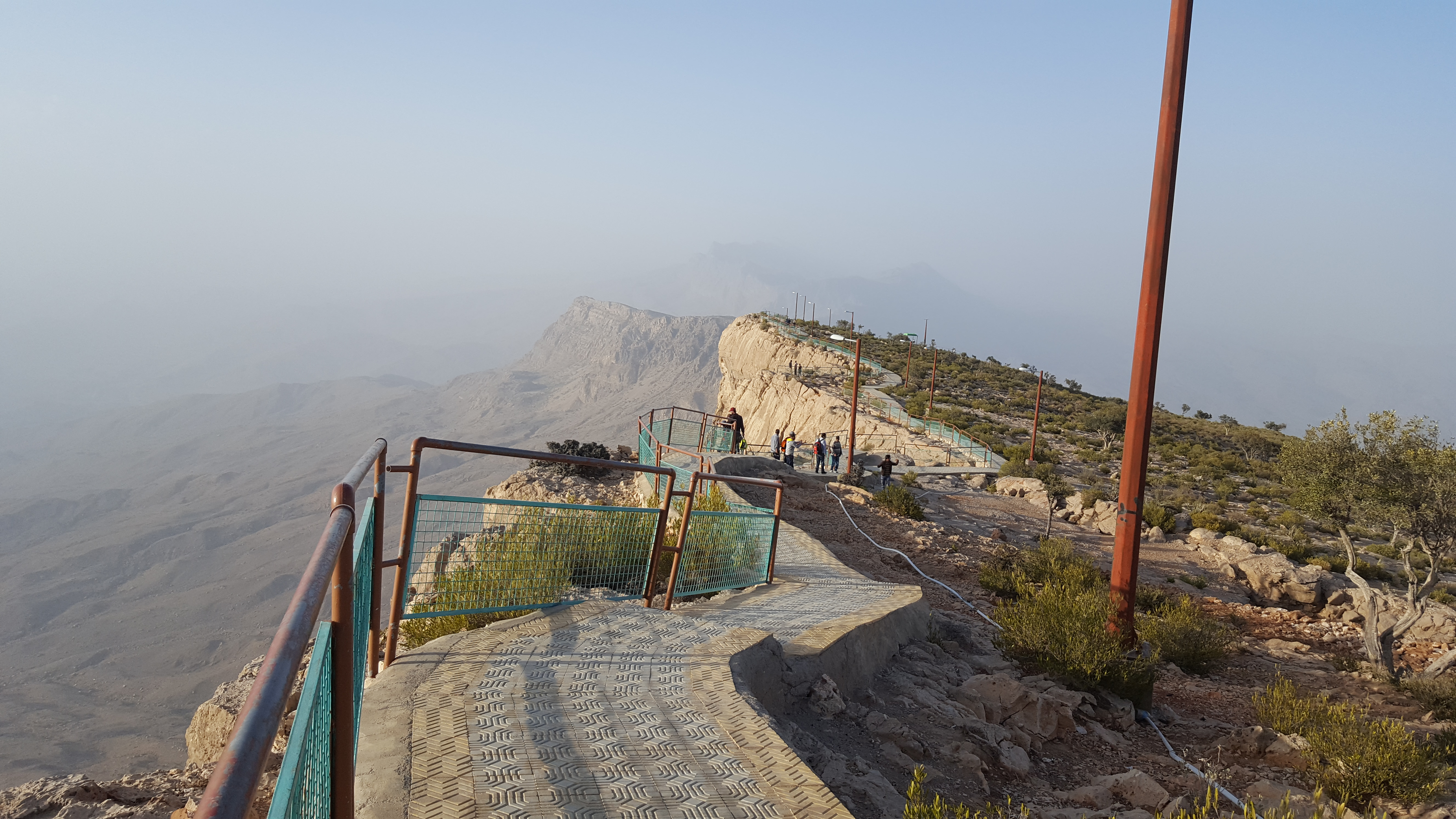
Estación de montaña de Gorakh

La estación de montaña de Gorakh está situada a 423 km de Karachi y cerca de 8 horas en automóvil. La estación atrae a miles de turistas de la ciudad.

## Etimología
El nombre Gorakh se deriva del lenguaje brahvi en el cual, la palabra "Gurgh" significa lobo y esa palabra en balochi "Gurkh" es una adaptación dialéctica posterior de la palabra Gurgh, que significa lobo.

## Historia
Se han dado diferentes opiniones sobre la historia y el origen de la estación de montaña. Se dice que el gran santo hindú medieval, Sri Gorakhnath Ji, habría vagado durante mucho tiempo por las colinas y la región. Según Nandu, una autoridad en sánscrito, Gorakh es una palabra sánscrita que significa "pastorear ovejas, vacas y cabras, etc.

## Geografía
La estación del monte Gorakh está situada en una de las mesetas más altas de Sind, con más de 10 km² de extensión. Es muy atractiva para los amantes de la naturaleza debido a su clima templado y sus hermosos alrededores.

## Ocio nocturno

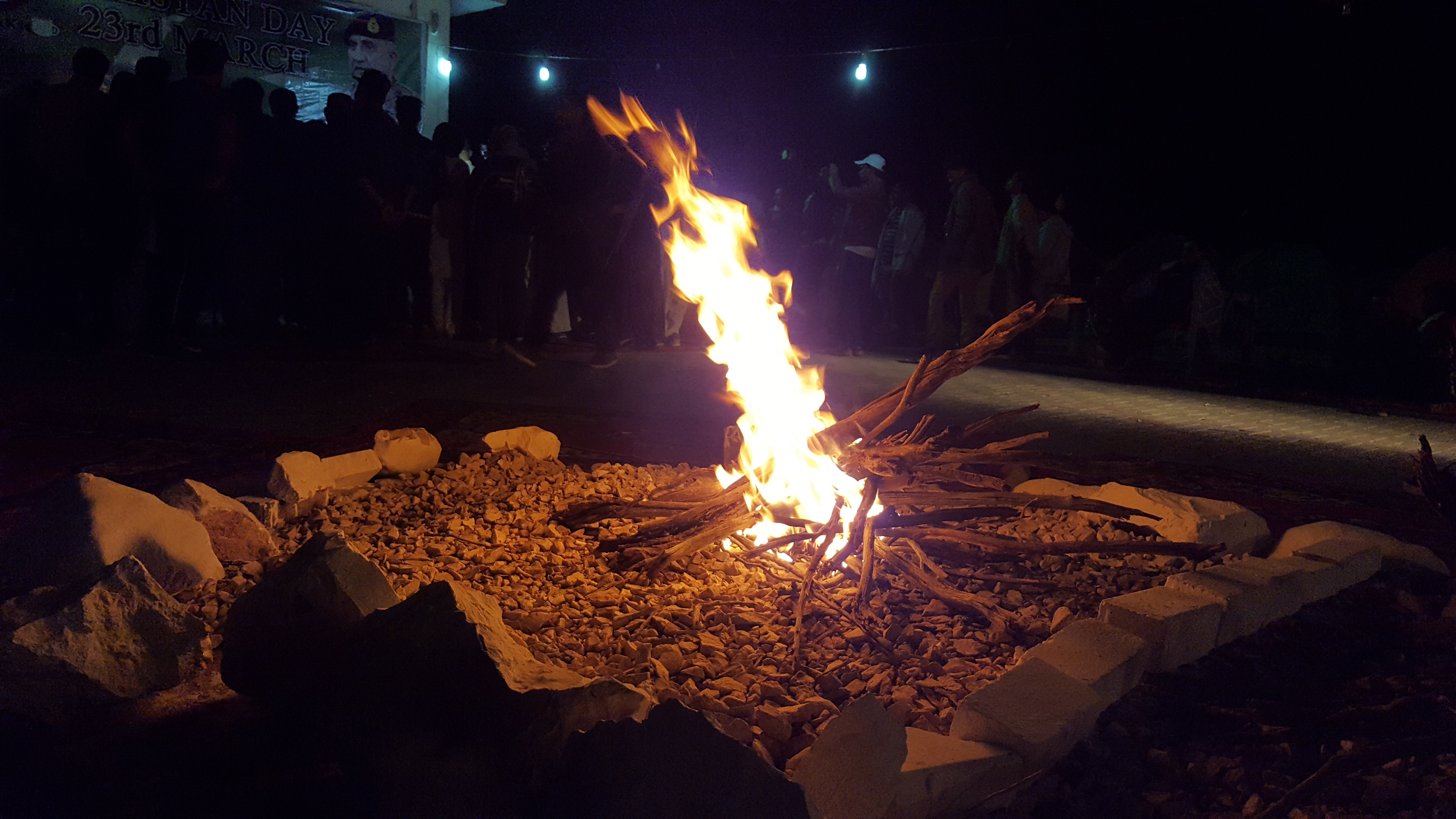
Hoguera en la estación del monte Gorakh

La estación de Gorakh Hill es famosa por su vida nocturna, especialmente sus hogueras

## Clima
La altura del monte Gorakh le da un clima especial, con temperaturas bajo cero durante el invierno y generalmente por debajo de los 20 °C en verano, con aproximadamente 120 mm de precipitación anual promedio. El gobierno de Sind está construyendo una nueva carretera desde Dadu al monte Gorakh. Existe un hotel para los visitantes en la montaña. Los turistas pueden organizar su propio transporte desde Sehwan Sharif hasta la estación de montaña.

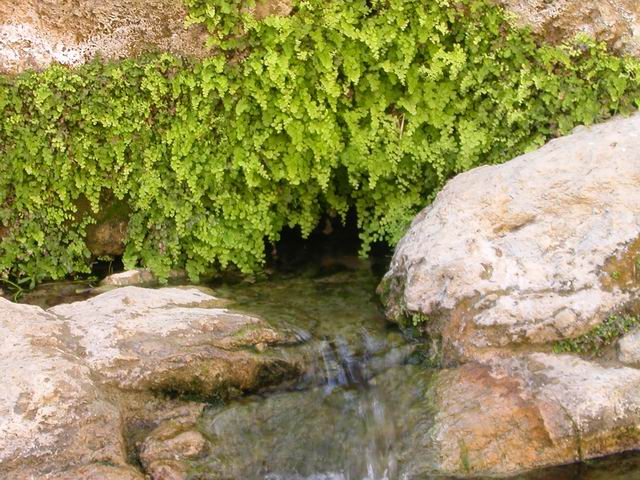
Fuente en el monte Gorakh Hill o Hengar Spring
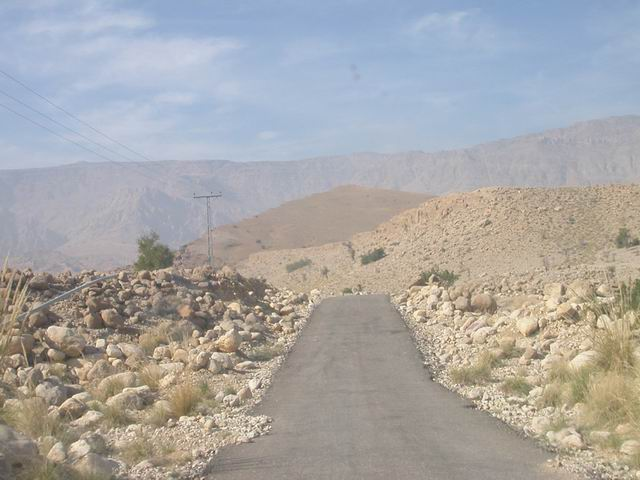
Camino a la estación del monte Gorakh
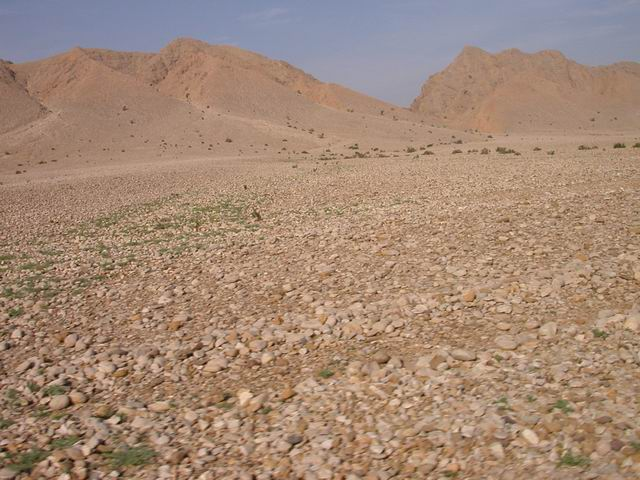
Wahi Pandi, pueblo cercano
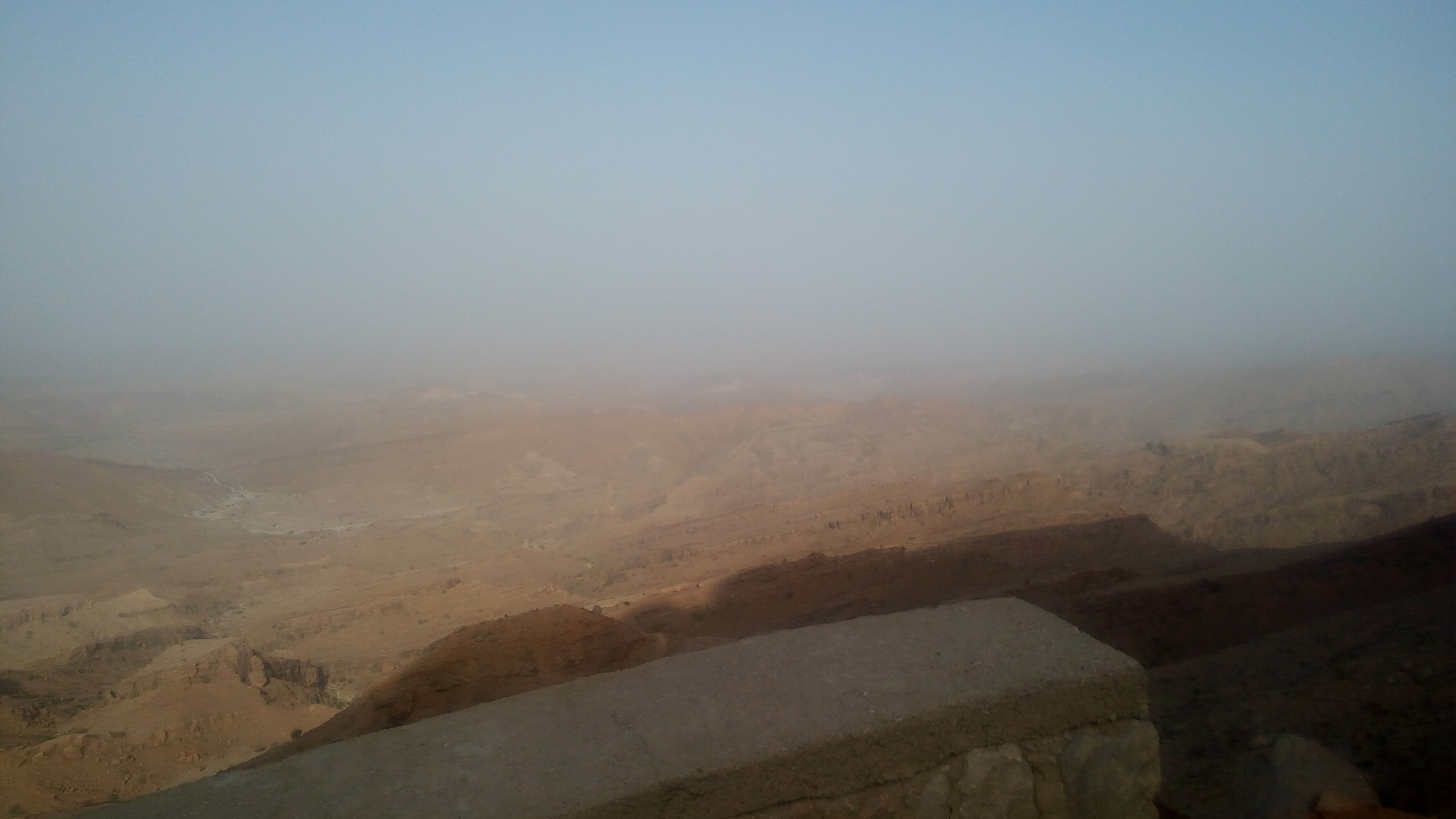
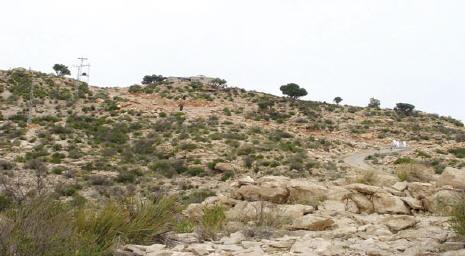